# آن كلاين
آن كلاين (بالإنجليزية: Anne Klein)‏ هي مصممة أزياء أمريكية، ولدت في 3 أغسطس 1923 في بروكلين في الولايات المتحدة، وتوفيت في 19 مارس 1974 في نيويورك في الولايات المتحدة بسبب سرطان الثدي.

## وصلات خارجية
- آن كلاين على موقع الموسوعة البريطانية (الإنجليزية)